# Mạc Hà
Mạc Hà (chữ Hán giản thể: 漠河市; âm Hán Việt: Mạc Hà thị) là một thành phố cấp phó địa thuộc địa khu Đại Hưng An Lĩnh, tỉnh Hắc Long Giang, Cộng hòa Nhân dân Trung Hoa. Thành phố Mạc Hà có diện tích 18.367 km², dân số 80.000 người. Chính quyền nhân dân thành phố Mạc Hà đóng tại trấn Tây Lâm Cát. Thôn Bắc Cực của thành phố này là thôn nằm ở cực bắc của Trung Hoa Đại lục.

## Lịch sử
Mạc Hà đã bắt đầu có người ở vào năm 1860. Nó đã phát triển thành một trạm bưu điện vào năm 1866. Đến năm 1900, Mạc Hà rơi vào tay đế quốc Nga, nhưng nhà Thanh đã tái chiếm thành phố này sáu năm sau đó.
Dưới thời Trung Hoa Dân Quốc (1912-1949), nơi đây ban đầu được xếp vào hạng Cục hành chính năm 1914, sau đó được nâng cấp thành một huyện bậc hai vào năm 1917. Sau khi được Quân đội Giải phóng Nhân dân Trung Quốc giải phóng năm 1947, nó được sáp nhập vào huyện Hô Mã.
Sau khi Mạc Hà được xây dựng lại thành một huyện cấp thị vào năm 1981, trấn Tây Lâm Cát được chọn làm trấn của huyện và làng Mạc Hà ở trấn huyện cũ trở thành trụ sở của Chính quyền trấn Mạc Hà. Được Hội đồng Nhà nước phê duyệt vào tháng 2 năm 2018, Mạc Hà đã được nâng cấp từ huyện thành Thành phố cấp huyện.

## Hành chính
Thành phố này được chia thành 4 trấn và 1 hương dân tộc.
- Trấn: Tây Lâm Cát, Đồ Cường, Kính Đào, Hưng An.
- Hương: Bắc Cực (nguyên là hương Bắc Cực Hà).

## Địa lí

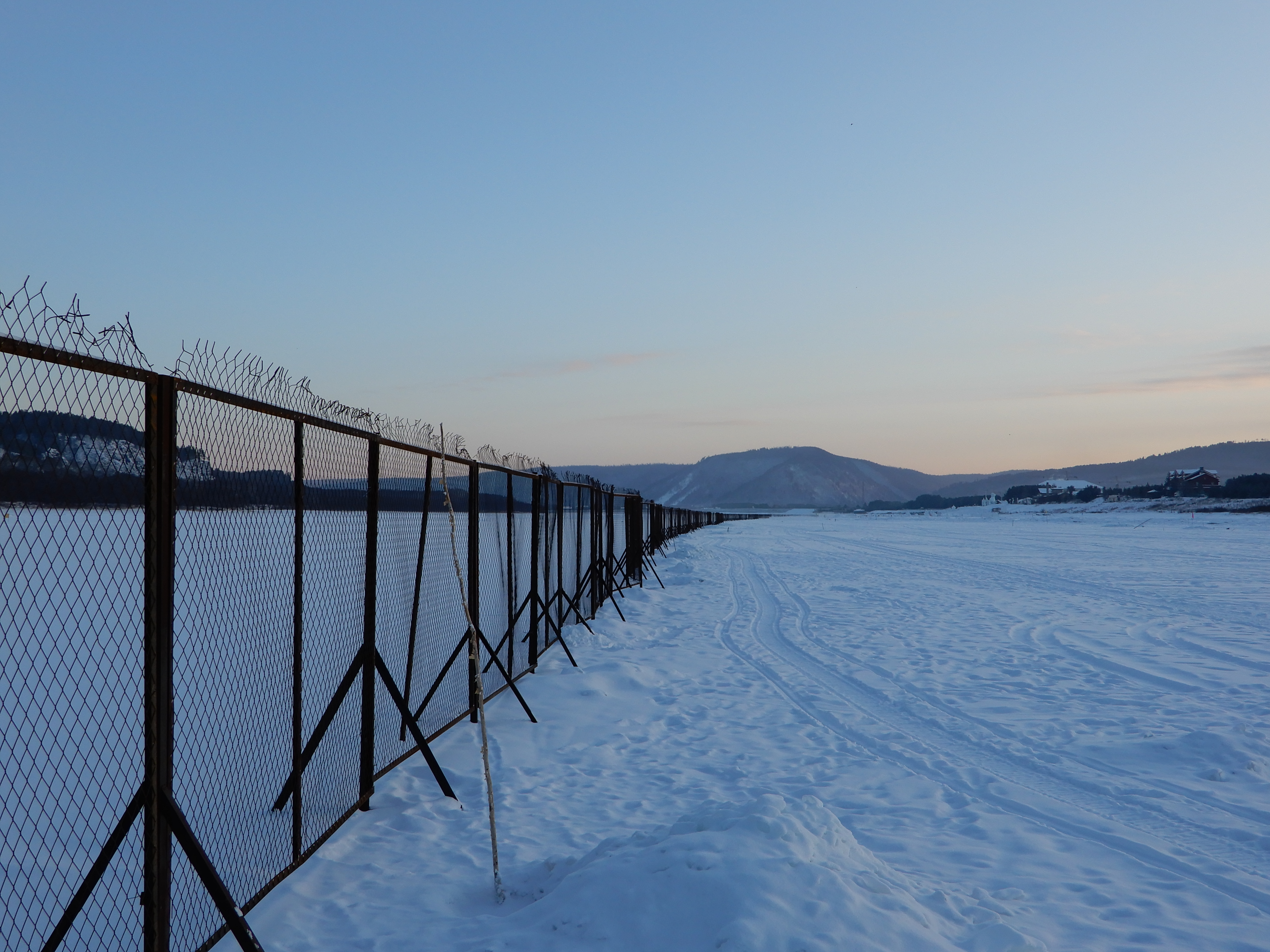
Phần cực bắc của lãnh thổ Trung Quốc, bên kia hàng rào là Nga.

Mạc Hà nằm ở phía tây bắc của tỉnh Hắc Long Giang, trải dài từ vĩ độ 52°10'− 53°33' B và 121°07' − 124° 20', do đó nó là thành phố cực bắc của Trung Quốc. Huyện có biên giới với tỉnh Amur và Zabaykalsky Krai của Nga, nơi mà có đoạn sông Amur chảy qua khoảng 245 km (152 mi).
Một thôn làng được xem như khu định cư ở cực bắc Trung Quốc, nằm ở vĩ độ 53 ° 29 'N, được gọi là Thôn Bắc Cực (北极村, nghĩa đen là "Cực Bắc"), nằm ở phía bắc thành phố này, ven sông Amur. Thôn Bắc Cực có dân số khoảng 3.000 người và mật độ dân số là 1 người/ km², với diện tích rộng 2.380 km². Có ba ngôi làng ở thôn Bắc Cực: Làng Bắc Cực (ngôi làng ở cực bắc Trung Quốc và là trụ sở của chính phủ), làng Bắc Hồng, làng Lạc Cốc Hà và làng dân tộc Oroqen. Thôn này nổi tiếng nhất về du lịch với những cảnh quan đặc trưng mà không thể thấy ở những nơi khác của Trung Quốc. Đây là nơi mà hiện tượng ban ngày vùng cực là tương đối rõ rệt vào những tháng hè, khi Mặt Trời có thể hiện diện đến 22 giờ đồng hồ mỗi ngày. Trong những dịp cực kỳ hiếm, có thể nhìn thấy hiện tượng cực quang ở thôn làng này.
Mạc Hà trải dài 150 km (93 mi) từ bắc xuống nam và có tổng diện tích 18.233 km2 (7.040 dặm vuông), chiếm 21,6% diện tích của Đại Hưng An Lĩnh và 3,9% diện tích của tỉnh Hắc Long Giang. Điều này cùng với dân số khoảng 80.000 người, khiến mật độ dân số của thành phố chỉ khoảng 4,64 người/ km² (12,0 người/sqmi).

## Khí hậu
Do vị trí liền kề với vùng Siberia, Mạc Hà là một trong số ít các địa điểm ở Trung Quốc có khí hậu cận cực (Köppen: Dwc), với mùa đông kéo dài, lạnh khắc nghiệt và mùa hè ngắn, ấm áp. Mùa đông bắt đầu vào đầu đến giữa tháng 10 và kéo dài đến cuối tháng 4, và nhiệt độ ở đây thường là lạnh nhất trên toàn quốc. Nhiệt độ trung bình ở dưới mức đóng băng gần bảy tháng trong năm và thời gian không có sương giá chỉ là 90 ngày; Ngoài ra, sự thay đổi nhiệt độ giữa ngày và đêm cũng rất lớn, trung bình 17,2 °C (31,0 °F) hàng năm. Nhiệt độ trung bình 24 giờ hàng tháng dao động từ −28,2 °C (18,8 °F) vào tháng 1 đến 18,3 °C (64,9 °F) vào tháng 7, với nhiệt độ trung bình hàng năm là −3.90 °C (25,0 °F), do đó thành phố chỉ tọa lạc về phía nam một chút so với những nơi có tầng đất đóng băng vĩnh cửu liên tục. Nhiệt độ cực hạn đã dao động từ −52,3 °C (−62 °F) đến 39,3 °C (103 °F).
| Dữ liệu khí hậu của Mohe (1981−2010 normals, extremes 1971−2010)                                             | Dữ liệu khí hậu của Mohe (1981−2010 normals, extremes 1971−2010) | Dữ liệu khí hậu của Mohe (1981−2010 normals, extremes 1971−2010) | Dữ liệu khí hậu của Mohe (1981−2010 normals, extremes 1971−2010) | Dữ liệu khí hậu của Mohe (1981−2010 normals, extremes 1971−2010) | Dữ liệu khí hậu của Mohe (1981−2010 normals, extremes 1971−2010) | Dữ liệu khí hậu của Mohe (1981−2010 normals, extremes 1971−2010) | Dữ liệu khí hậu của Mohe (1981−2010 normals, extremes 1971−2010) | Dữ liệu khí hậu của Mohe (1981−2010 normals, extremes 1971−2010) | Dữ liệu khí hậu của Mohe (1981−2010 normals, extremes 1971−2010) | Dữ liệu khí hậu của Mohe (1981−2010 normals, extremes 1971−2010) | Dữ liệu khí hậu của Mohe (1981−2010 normals, extremes 1971−2010) | Dữ liệu khí hậu của Mohe (1981−2010 normals, extremes 1971−2010) | Dữ liệu khí hậu của Mohe (1981−2010 normals, extremes 1971−2010) |
| Tháng | 1                                                                | 2                                                                | 3                                                                | 4                                                                | 5                                                                | 6                                                                | 7                                                                | 8                                                                | 9                                                                | 10                                                               | 11                                                               | 12                                                               | Năm                                                              |
| --- | ---------------------------------------------------------------- | ---------------------------------------------------------------- | ---------------------------------------------------------------- | ---------------------------------------------------------------- | ---------------------------------------------------------------- | ---------------------------------------------------------------- | ---------------------------------------------------------------- | ---------------------------------------------------------------- | ---------------------------------------------------------------- | ---------------------------------------------------------------- | ---------------------------------------------------------------- | ---------------------------------------------------------------- | ---------------------------------------------------------------- |
| Cao kỉ lục °C (°F)                                                                                           | −4.6 (23.7)                                                      | 5.5 (41.9)                                                       | 16.2 (61.2)                                                      | 28.4 (83.1)                                                      | 35.1 (95.2)                                                      | 39.3 (102.7)                                                     | 38.0 (100.4)                                                     | 35.5 (95.9)                                                      | 31.7 (89.1)                                                      | 25.1 (77.2)                                                      | 10.2 (50.4)                                                      | −3.2 (26.2)                                                      | 39.3 (102.7)                                                     |
| Trung bình ngày tối đa °C (°F)                                                                               | −18.4 (−1.1)                                                     | −11.4 (11.5)                                                     | −2.6 (27.3)                                                      | 8.5 (47.3)                                                       | 17.7 (63.9)                                                      | 24.7 (76.5)                                                      | 26.0 (78.8)                                                      | 23.9 (75.0)                                                      | 16.8 (62.2)                                                      | 5.4 (41.7)                                                       | −9.1 (15.6)                                                      | −19.0 (−2.2)                                                     | 5.2 (41.4)                                                       |
| Trung bình ngày °C (°F)                                                                                      | −28.2 (−18.8)                                                    | −23.8 (−10.8)                                                    | −13.1 (8.4)                                                      | 0.5 (32.9)                                                       | 9.2 (48.6)                                                       | 15.7 (60.3)                                                      | 18.3 (64.9)                                                      | 15.2 (59.4)                                                      | 7.4 (45.3)                                                       | −2.7 (27.1)                                                      | −17.9 (−0.2)                                                     | −27.4 (−17.3)                                                    | −3.9 (25.0)                                                      |
| Tối thiểu trung bình ngày °C (°F)                                                                            | −35.3 (−31.5)                                                    | −32.8 (−27.0)                                                    | −23.0 (−9.4)                                                     | −7.8 (18.0)                                                      | −0.3 (31.5)                                                      | 5.9 (42.6)                                                       | 10.6 (51.1)                                                      | 7.6 (45.7)                                                       | −0.2 (31.6)                                                      | −9.8 (14.4)                                                      | −24.9 (−12.8)                                                    | −33.6 (−28.5)                                                    | −12.0 (10.5)                                                     |
| Thấp kỉ lục °C (°F)                                                                                          | −49.6 (−57.3)                                                    | −47.6 (−53.7)                                                    | −42.7 (−44.9)                                                    | −32.6 (−26.7)                                                    | −13.1 (8.4)                                                      | −5.3 (22.5)                                                      | −1.4 (29.5)                                                      | −3.0 (26.6)                                                      | −12.2 (10.0)                                                     | −28.7 (−19.7)                                                    | −41.9 (−43.4)                                                    | −48.5 (−55.3)                                                    | −52.3 (−62.1)                                                    |
| Lượng Giáng thủy trung bình mm (inches)                                                                      | 7.4 (0.29)                                                       | 4.3 (0.17)                                                       | 6.1 (0.24)                                                       | 20.2 (0.80)                                                      | 35.5 (1.40)                                                      | 71.6 (2.82)                                                      | 97.0 (3.82)                                                      | 107.1 (4.22)                                                     | 55.3 (2.18)                                                      | 25.0 (0.98)                                                      | 13.8 (0.54)                                                      | 8.8 (0.35)                                                       | 452.1 (17.81)                                                    |
| Số ngày giáng thủy trung bình (≥ 0.1 mm)                                                                     | 7.6                                                              | 5.7                                                              | 4.6                                                              | 7.7                                                              | 9.3                                                              | 14.9                                                             | 16.2                                                             | 16.2                                                             | 11.6                                                             | 5.6                                                              | 8.7                                                              | 9.3                                                              | 117.4                                                            |
| Độ ẩm tương đối trung bình (%)                                                                               | 71                                                               | 67                                                               | 63                                                               | 56                                                               | 56                                                               | 70                                                               | 79                                                               | 81                                                               | 75                                                               | 70                                                               | 73                                                               | 72                                                               | 69                                                               |
| Nguồn: China Meteorological Administration, Weather China (precipitation days 1971−2000, all-time record low |                                                                  |                                                                  |                                                                  |                                                                  |                                                                  |                                                                  |                                                                  |                                                                  |                                                                  |                                                                  |                                                                  |                                                                  |                                                                  |

## Giao thông

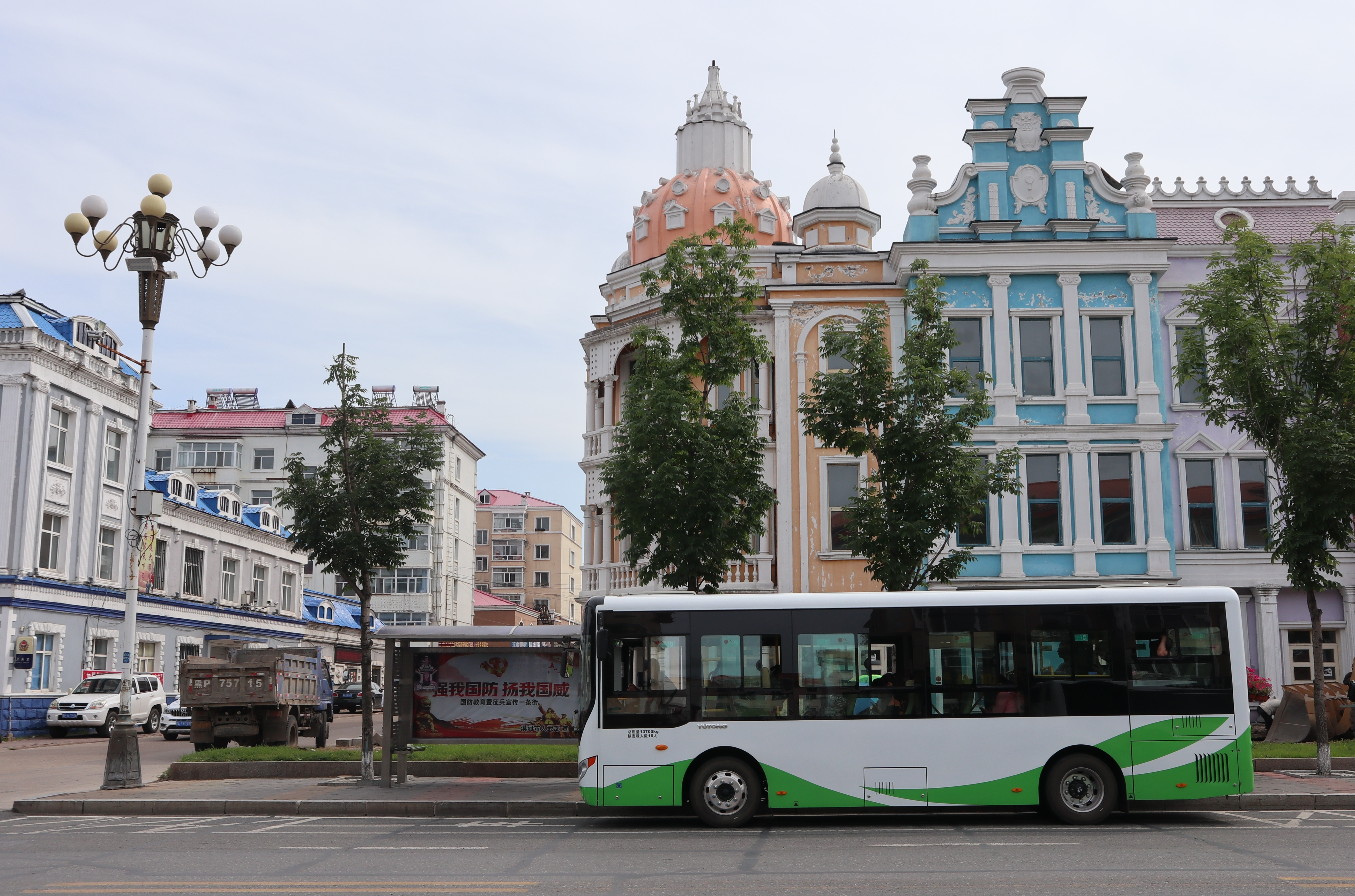
Xe buýt ở Mạc Hà

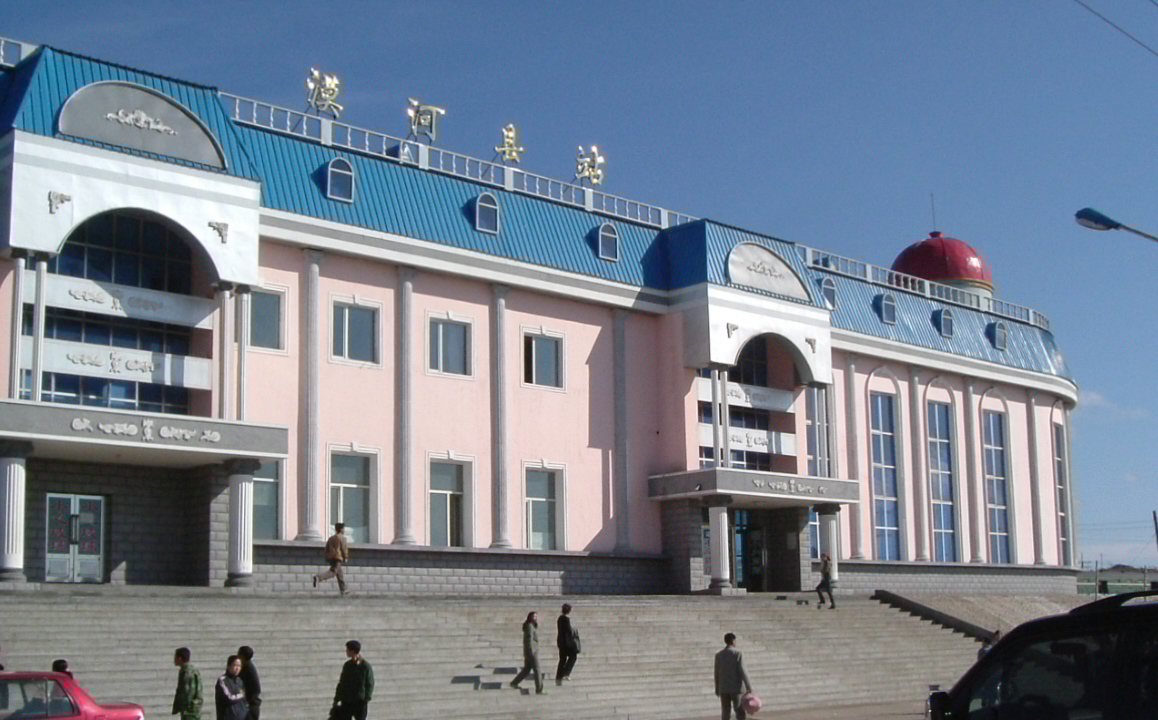
Ga đường sắt Mạc Hà

Ga đường sắt Mạc Hà, được khai trương vào năm 1972, là ga đường sắt cực bắc ở Trung Quốc. Nhà ga có dịch vụ chở hành khách thường xuyên đến Cáp Nhĩ Tân, Tề Tề Cáp Nhĩ và Thẩm Dương.
Sân bay Cổ Liên Mạc Hà, khai trương năm 2008, là sân bay cực bắc của quốc gia.
Mạc Hà giờ đây dễ tiếp cận hơn trước, nhờ một đường cao tốc mới thông xe vào ngày 1 tháng 12 năm 2019. Chính quyền thông báo rằng giai đoạn cuối của đường quốc lộ Bắc Kinh-Mạc Hà, chạy từ thủ đô Trung Quốc đến Mạc Hà với khoảng cách gần 2.300 km (1.400 dặm) đường bộ, đã chính thức hoàn tất. Phần cuối của đường cao tốc này tỏ ra đặc biệt thách thức vì địa hình lạnh lẽo, băng giá của Mạc Hà.
Trong khu vực thành phố, có hệ thống xe buýt với giá cả đa dạng trong các mùa khác nhau. Đặc biệt là tuyến xe buýt tỉnh xuất phát tại Bến xe buýt Mạc Hà đi đến thôn Bắc Cực.

## Hình ảnh

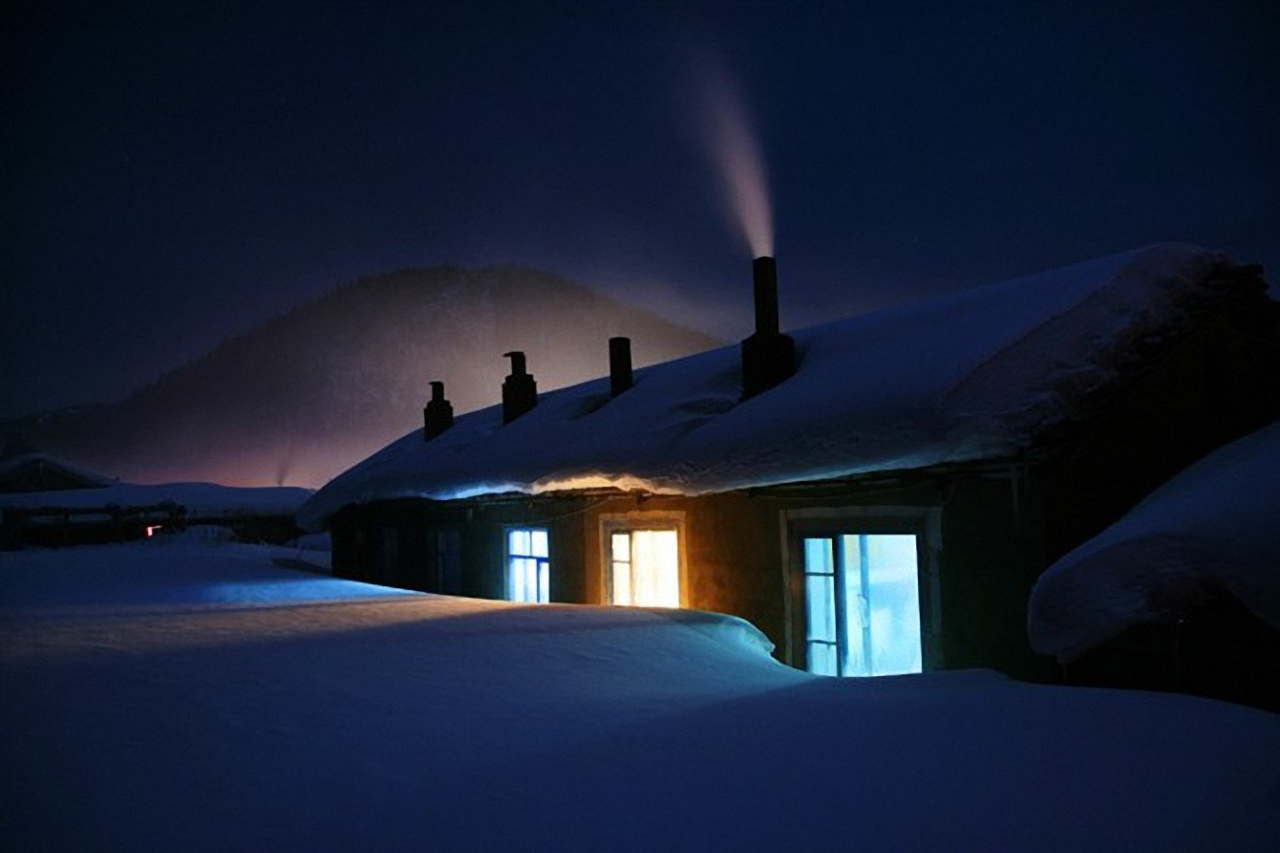
Thôn Bắc Cực vào mùa đông
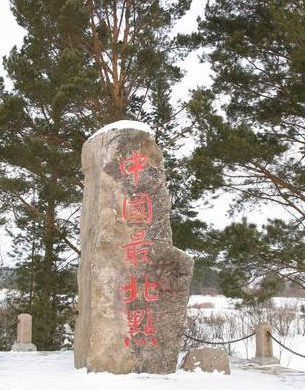
Cột mốc điểm cực bắc của Trung Quốc
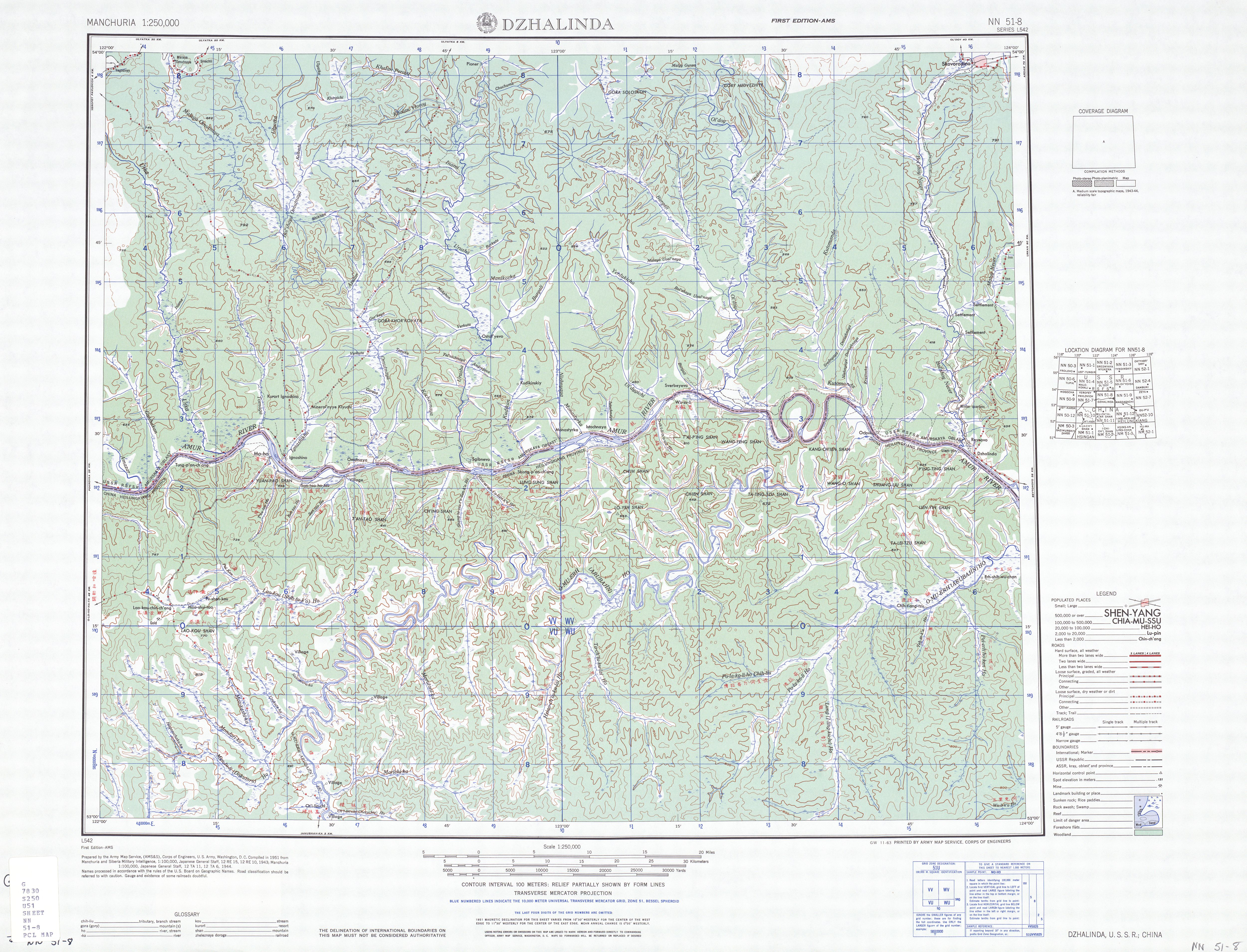
Dzhalinda (1951)
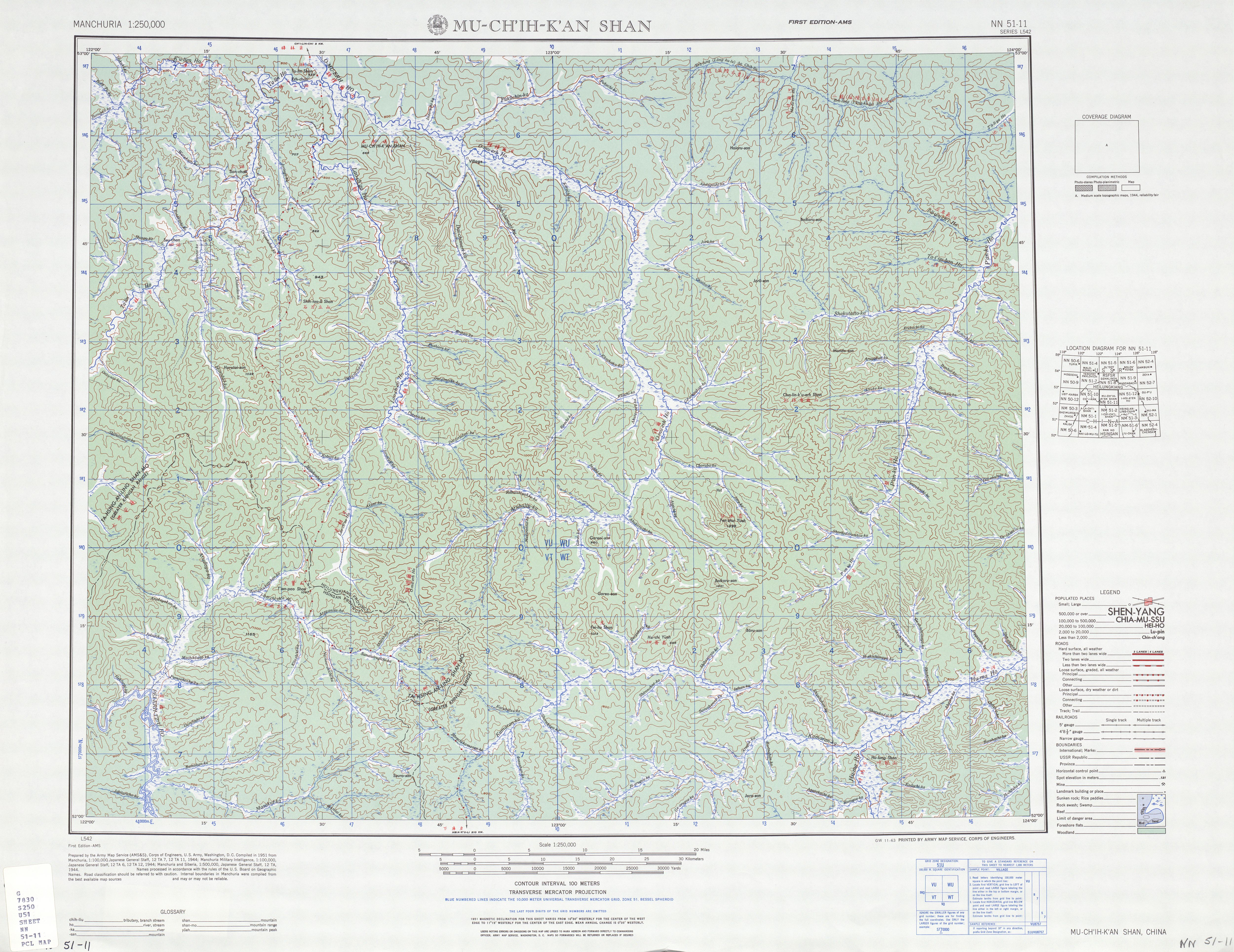
Bản đồ hiển thị một phần Mạc Hà (AMS, 1951)
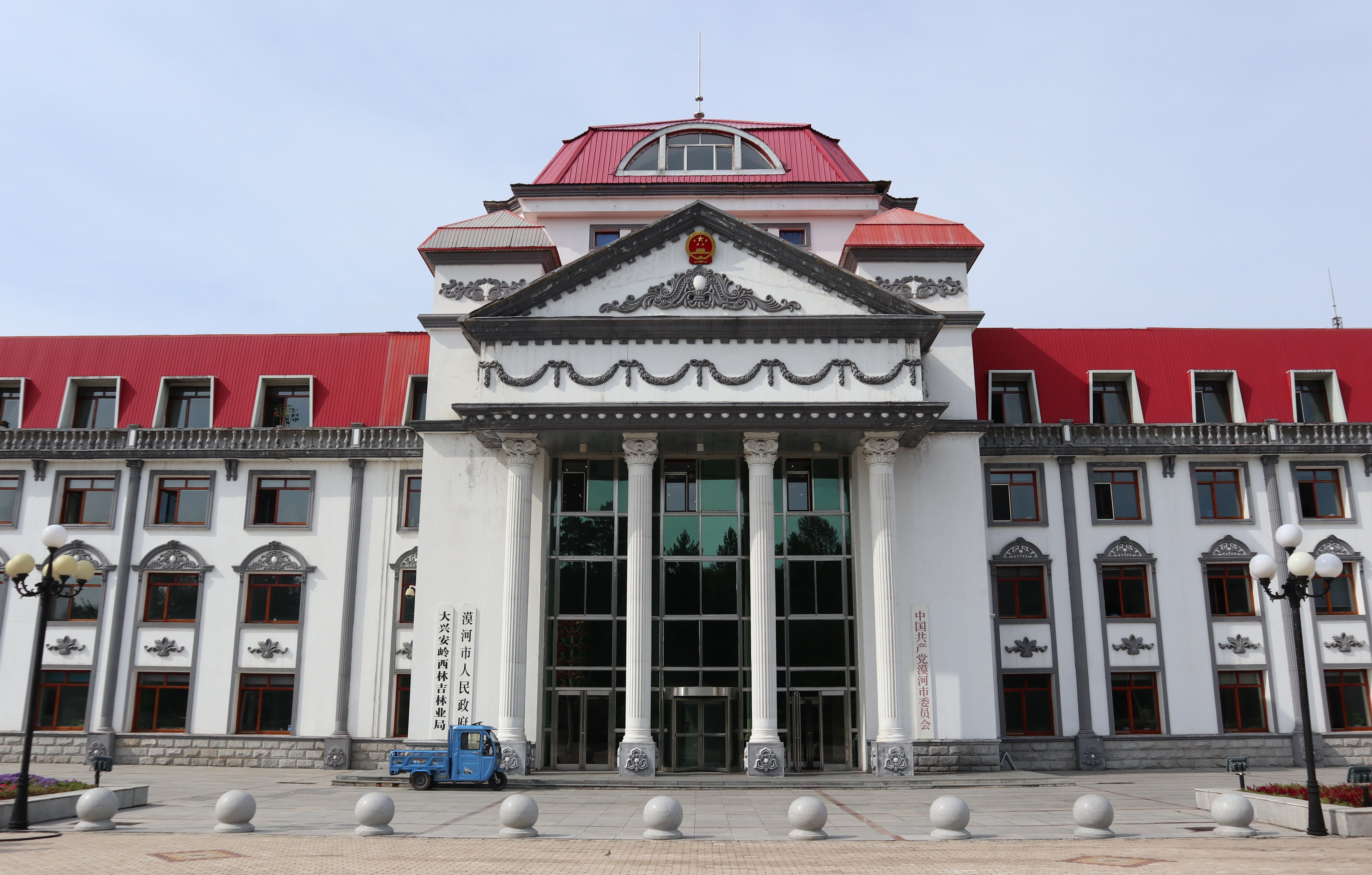
Tòa nhà chính quyền thành phố Mạc Hà
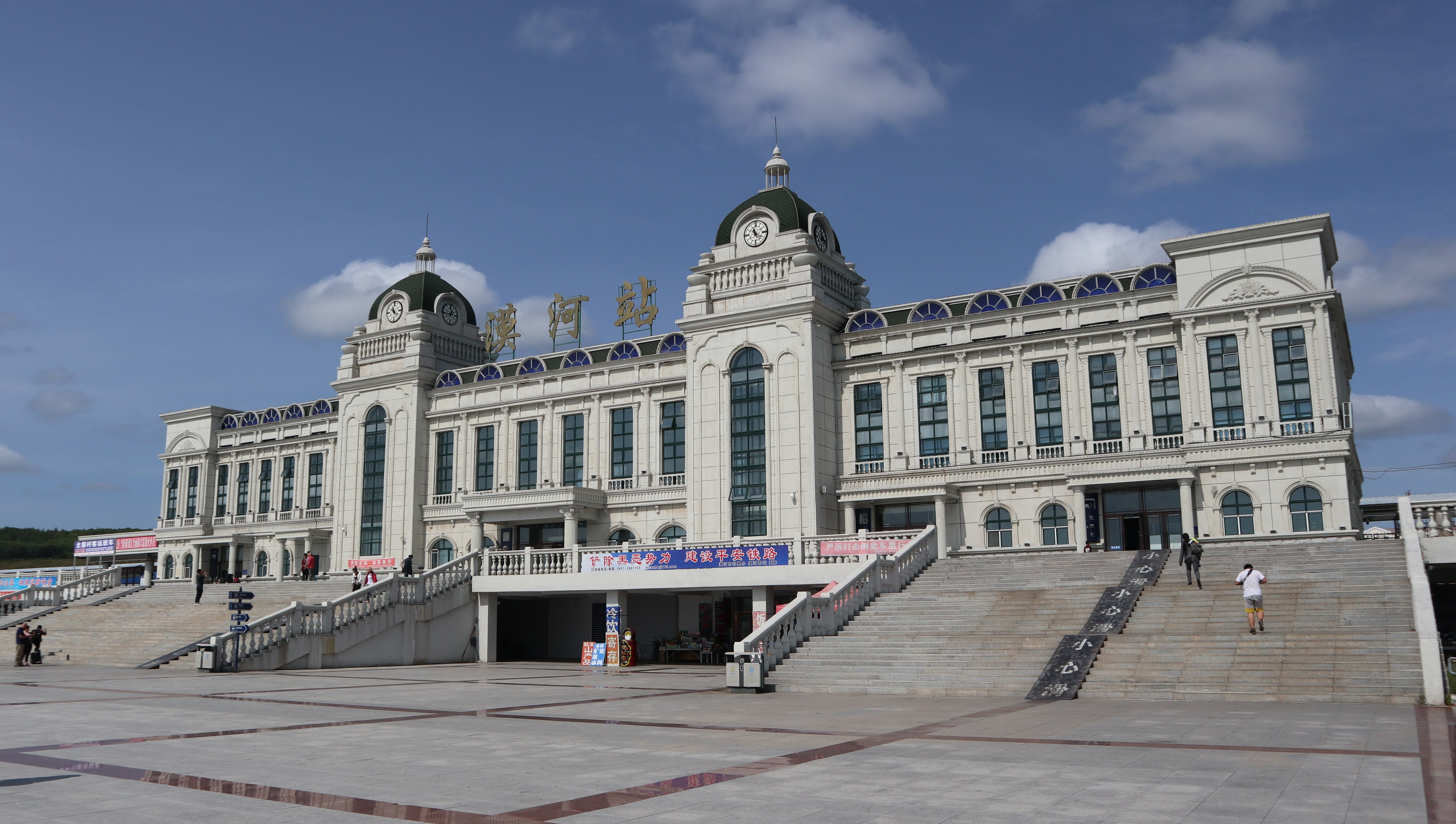
Ga xe lửa Mạc Hà
- Vào ngày 27 tháng 10 năm 2020, Mạc Hà xuất hiện bão tuyết và lượng tuyết rơi đã đạt mức tối đa vào mùa thu